# Piotr Brol
Piotr Paweł Brol (ur. 26 kwietnia 1944 w Nakle Śląskim, zm. 28 czerwca 2001 w Lahnstein) – polski piłkarz, bramkarz. Do 1961 nosił nazwisko Broll, wrócił do niego po wyjeździe do Niemiec.
Już jako piętnastolatek grał w Orle Nakło Śląskie. W latach 1960–1973 był zawodnikiem Polonii Bytom, z którą w 1962 sięgnął po tytuł mistrza Polski. W czasie służby wojskowej grał w Śląsku Wrocław (sezon 1963/1964 zakończony awansem do ekstraklasy (11 spotkań) oraz sezon 1964/1965 (12 spotkań). W barwach Polonii w reprezentacji Polski debiutował 4 sierpnia 1967 w spotkaniu ze Związkiem Radzieckim, przegranym na wyjeździe 1:2 (w ramach eliminacji przed turniejem olimpijskim w 1968), drugi i ostatni raz zagrał 30 kwietnia 1969 w towarzyskim, wyjazdowym, spotkaniu z Turcją, wygranym 3:1.